# Campus de Presidente Médici da Universidade Federal de Rondônia

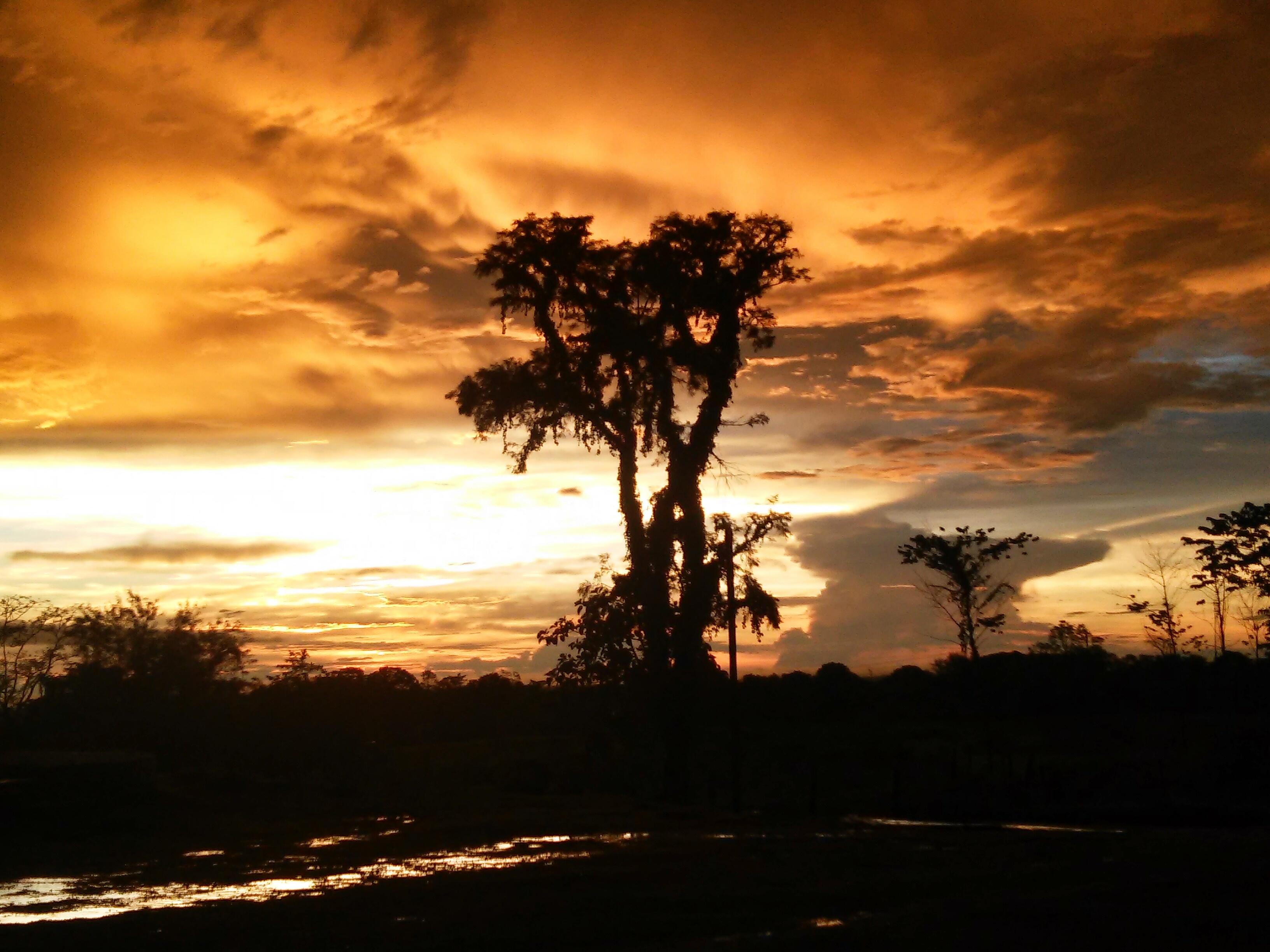
Foto tirada na UNIR - Fundação Universidade Federal de Rondônia, campus de Presidente Médici, após um dia tempestuoso que cessou ao pôr do sol.

O Campus de Presidente Médici/RO é um campus de Presidente Médici/RO que pertence à Universidade Federal de Rondônia (UNIR).

## História
O curso foi implantado em uma estrutura física doada pela Prefeitura Municipal de Presidente Médici/RO onde se encontrava uma antiga escola agrícola e a Guarda Mirim. O subcampus começou suas funções em Presidente Médici no ano de 2009 com o curso de Engenharia de Pesca e Aquicultura que inicialmente pertencia ao Departamento de Ciências Contábeis do campus de Cacoal e no mesmo ano deu início à primeira turma do curso através do vestibular 2009/2. Ainda sem sua estrutura física pronta, devido a reforma, o curso funcionou durante seu primeiro período na estrutura de uma escola estadual, CEEJA. Ainda em 2009 ouve um novo vestibular para a convocação de outra turma que começaria seu ano letivo em 2010/2.
No início de 2010 o curso foi passado para seu próprio departamento, agora chamado Departamento de Engenharia de Pesca e Aquicultura dirigido pelo então Professor Doutor Josenildo Souza Silva.
Em setembro de 2010 foi confirmado a integração do curso de Zootecnia ao subcampus de Presidente Médici após um movimento universitário do curso de engenharia de pesca e aquicultura na sede UNIR de Porto Velho/RO.